# Даріуш Зеліґ
Даріуш Зеліґ (пол. Dariusz Zelig, 22 листопада 1957) — польський баскетболіст.
Учасник Олімпійських Ігор 1980 року.